# Mark Taubert
Mark Taubert (né en 1975) est un médecin germano-britannique, professeur de médecine à l'université de Cardiff.
Médecin en soins palliatifs au Pays de Galles, il contribue de manière significative au développement de sa spécialité,, obtenant une reconnaissance nationale et internationale.
Il écrit une lettre au chanteur David Bowie en 2016 au sujet d'une conversation avec un patient mourant. Cette lettre est partagée dans le monde entier,.

## Travail médiatique
Taubert a publié plusieurs articles sur les soins palliatifs dans des journaux internationaux, comme le Washington Post et le Guardian,. Il est le fondateur de Talk CPR,, une campagne d'information internationale. Ses ressources explicatives Talk CPR ont été vues plus d'un million de fois dans le monde entier et il a parlé du sujet sur BBC News at Six et BBC News at 10.
Taubert a prononcé une conférence TEDx sur l'utilisation du langage en soins palliatifs,. Il a également figuré sur deux enregistrements sur le thème des soins palliatifs pour le BBC Listening Project du Royaume-Uni en 2019 et 2020 et sur « We need to talk about Death » de BBC Horizon avec Kevin Fong.

## Prix
Il remporte des prix nationaux et internationaux pour son enseignement et son travail clinique, notamment un prix Bafta en tant que membre d'une équipe de soins présentée dans un documentaire d'ITV. Il reçoit le prestigieux prix national BMJ/BMA de professeur clinique de l'année,, le prix du meilleur formateur clinique du Pays de Galles 2016 et le prix d'excellence en soins aux patients du Collège royal des médecins.

## Lettre ouverte à David Bowie
En 2016, il publie une lettre de remerciement à David Bowie après le décès du chanteur, faisant référence au dernier album de Bowie, Blackstar,. La lettre, initialement publiée dans le British Medical Journal, puis dans le journal britannique The Independent, est partagée par le fils de David Bowie, Duncan Jones. « Merci pour Lazarus et Blackstar. Je suis médecin en soins palliatifs et ce que vous avez fait dans les derniers temps de votre vie a eu un impact très profond sur moi et les personnes avec qui je travaille. Votre album regorge de références, de clins d’œil et d’allusions » écrit Mark Taubert en faisant référence à la préparation du 26e et dernier album de David Bowie « Blackstar » sorti le 8 janvier 2016. Selon le docteur Taubert, l’histoire de David Bowie et son combat contre la maladie inspirent certains patients. Dans sa lettre, il raconte l’histoire d’une patiente qui est en train de mourir. Grâce aux titres du chanteur, elle a réussi à exprimer ce qu’elle ressent. « On a parlé de votre mort et de votre musique et ça nous a permis d’aborder de nombreux sujets pesants, qu’on a souvent du mal à aborder directement avec quelqu’un qui fait face à la fin. En fait, votre histoire est devenue pour nous un moyen de communiquer très ouvertement sur la mort, chose que beaucoup de médecins et infirmières ont du mal à faire avec certains patients » poursuit-il dans sa lettre.
La lettre devient virale dans les rédactions du monde entier,,. Elle est lue par l'acteur Benedict Cumberbatch et le chanteur Jarvis Cocker lors d'événements publics.
Elle est transformée en une composition de quatuor à cordes de musique classique pour BBC Radio 3, mettant en vedette Taubert qui la lit. Cette composition tourne en première au Royal Northern College of Music et au Royal Conservatoire of Scotland. Selon le The Herald, «la lecture d'une lettre ouverte à David Bowie par le médecin en soins palliatifs Mark Taubert, qui a été une partie célèbre de la célébration du décès de la rock star, a été jouée ici à l'occasion du quatrième anniversaire de sa mort.».
La lettre est également imprimée dans plusieurs livres, dont David Bowie- A Life de Dylan Jones et Letters of Note - Music  de Shaun Usher.